# Луї Іполит
Луї Мондестін Флорвіль Іполит (фр. Louis Mondestin Florvil Hyppolite; 26 травня 1828 — 24 березня 1896) — гаїтянський державний діяч, генерал, 15-й президент Гаїті.

## Життєпис
Луї Іполит народився в місті Кап-Аїтьєн. Його батько, Жак Сильвен Іполит, герцог де ла Банда-дю-Нор, займав посаду військового міністра за часів президентства Філіпа Гер'є, а 1845 року був членом Ради державних секретарів. Закінчивши школу, Іполит розпочав військову кар'єру, 1848 року отримавши звання капітана. Вінцем його військової кар'єри стало звання генерала.
Згодом він пішов у політику. 1879 року, після усунення від влади тимчасового уряду на чолі з Жозефом Ламотом, він обійняв посаду голови нового Тимчасового уряду Гаїті. Трохи згодом, 1888 року, новий президент Франсуа Дені Лежитім призначив його на посаду міністра сільського господарства.
24 вересня 1889 року Луї Іполита було обрано на пост президента Гаїті терміном на 7 років. Він помер 1896 року, трохи не доживши до завершення свого президентського терміну.